# Jacques Ploncard d'Assac
Jacques Ploncard d'Assac (13 de marzo de 1910-20 de febrero de 2005) fue un escritor y periodista nacionalista francés. Era un militante antimasónico. Es el padre de Philippe Ploncard d'Assac.